# Anusioptera
Anusioptera is een geslacht van vliesvleugeligen uit de familie Encyrtidae. De wetenschappelijke naam van dit geslacht is voor het eerst geldig gepubliceerd in 1910 door Brues.

## Soorten
Het geslacht Anusioptera omvat de volgende soorten:
- Anusioptera aureocincta Brues, 1910
- Anusioptera koebelei Trjapitzin, 1997